# Кодра, Ибрагим
Ибрагим Ликметай Кодра (итал. Ibrahim Likmetaj Kodra; 22 апреля 1918, Ишми, Княжество Албания — 7 февраля 2006, Милан) — итальянский художник албанского происхождения, представитель абстракционизма и кубизма.

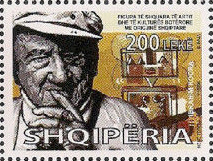
Кодра на марке Албании 2008 г.

## Биография
Ибрагим Кодра родился в 1918 году в небольшой городе Ишми в центре Княжества Албания, в семье Мурата и Ксиксхе Кодра. После смерти матери был на попечении мачехи, потому что его отец, морской офицер, слишком часто отсутствовал. В юности увлекался спортом и брал уроки рисования у Одисе Паскали. В 1938 году Кодра получил стипендию от Албанского королевства и отправился в Италию для изучения изобразительного искусства. Там ему удалось получить ещё одну стипендию, благодаря которой он поступил в Академию изящных искусств Брера в Милане.
В 1944 году в Милане открылась первая творческая мастерская художника. В 1948 году он экспонировал свои работы в Художественном клубе в Риме, где познакомился с Пабло Пикассо, кубизм которого во многом повлиял на дальнейшее творчество Кодры. В последующие годы работы Ибрагим Кодра участвовали во многих художественных выставках по всему миру:
- Выставка современного рисунка и гравюры в Милане в 1943 году;
- Выставка современного итальянского дизайна в Кьявари в 1954 году;
- Коллективная выставка в Галерее Монтенаполеоне в Милан в 1954 году;
- Персональная выставка в галерее современного искусства в Приштине;
- Персональная выставка в «Princess Hall» в Нью-Йорке и персональная выставка в «2D-галерее» в Сассари.

В 1993 году в Лугано, Швейцария, был создан Фонд Ибрагима Кодры с целью популяризации творчества художника и реализации социальных и культурных проектов для детей и молодежи из стран социалистического блока. В 1996 году художник был удостоен высшей государственной награды Албании — ордена «Честь нации», а также стал почётным гражданином Тираны.
Ибрагим Кодра умер в Милане в 2006 году в возрасте 87 лет. Похоронен на родине возле замках Ишми. В 2010 году дом, в котором жил художник в Милане, был превращён в музей. Работы художника хранятся в Музеях Ватикана, Палате депутатов Италии, Национальной галерее Косово в Приштине, картинной галерее базилики Сантуари-ди-Санта-Мария-де-Финибус-Терре и Санта-Мария-ди-Леука.

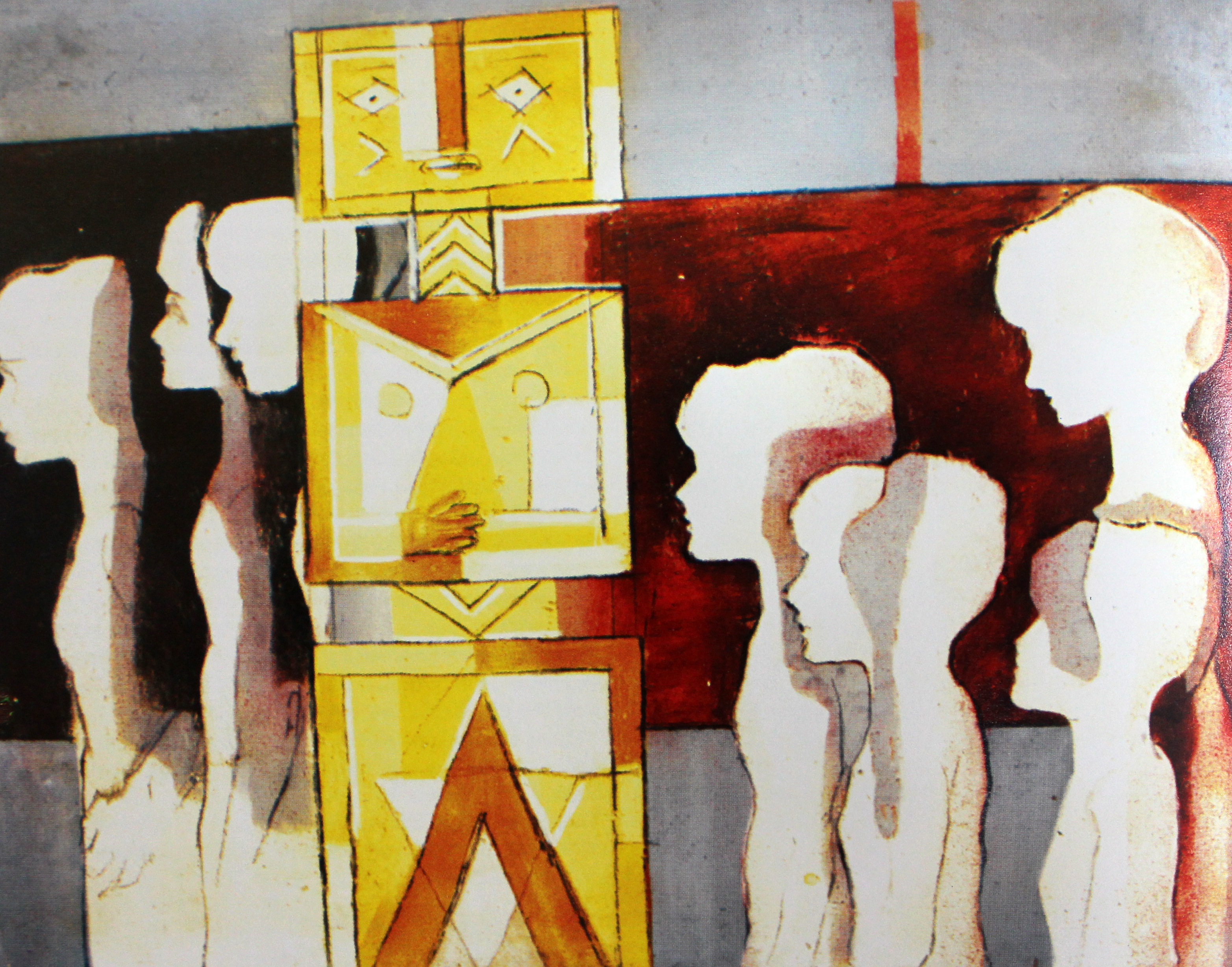
«В поисках новых кумиров» (1968)
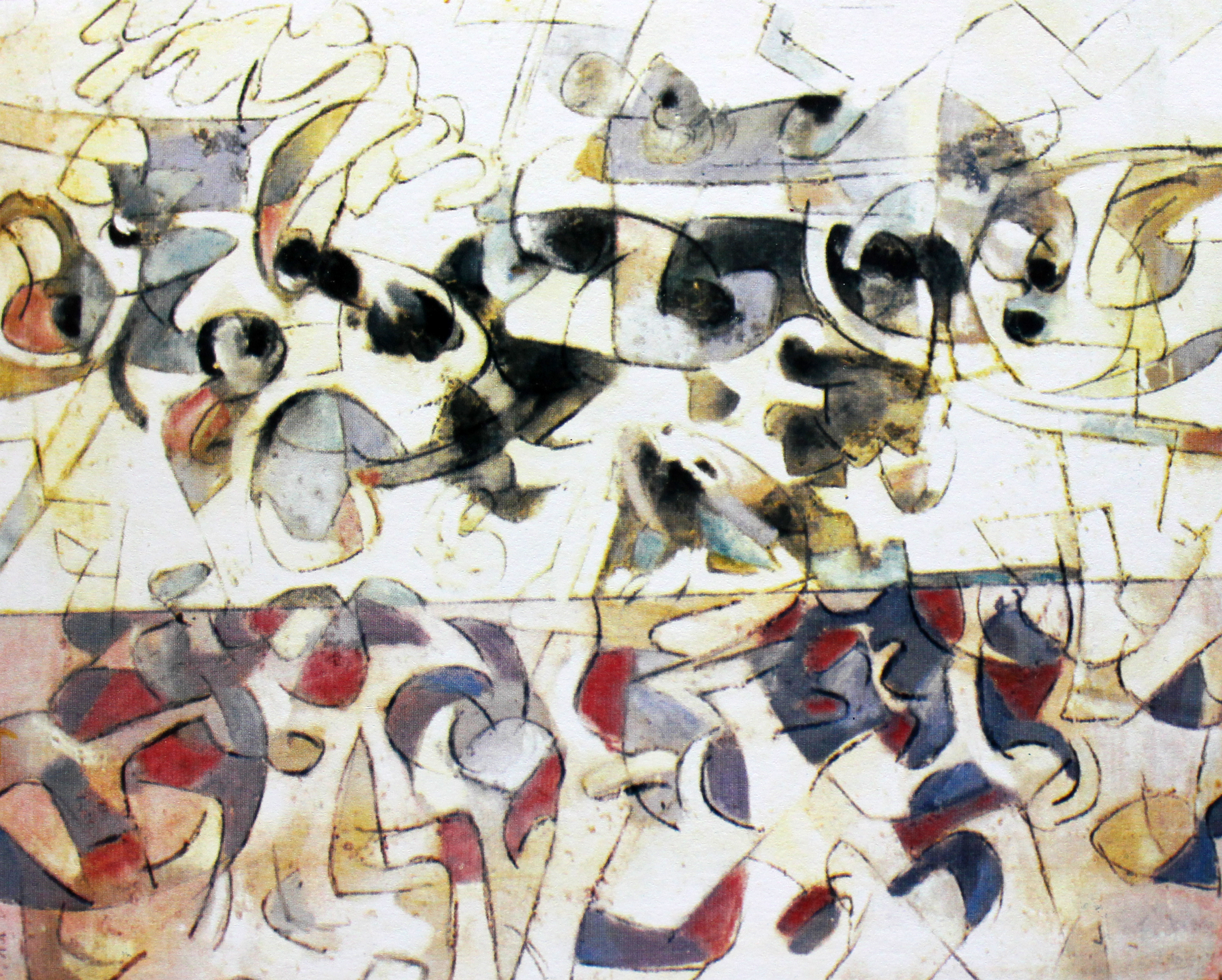
«Море» (1968)

## Музей
Ибрагим Кодра оставил после себя около 6 тысяч работ, распределенных частными музеями, коллекционерами и только 2 тысячи из них зарегистрированы и задокументированы:
- Музеи Ватикана, Ватикан
- Палата депутатов (Италия), итальянский парламент, Италия
- Музей Кодры, Лугано, Швейцария
- Косовская национальная художественная галерея, Приштина, Албания
- Музей Кодры, Милан, Италия
- Художественная галерея из basilica Santuario di Santa Maria de Finibus terrae, Santa Maria di Leuca, Италия
- Собрание художественной галереи Столичный город Милан (Provincia di Milano), Италия
- Пинакотека Тозио Мартиненго
- Музейная коллекция коммуны Кампионе д'Италия ("Трибьют Армстронгу", 1972)
- Национальный музей Лихтенштейна

## Награды
- Орден Честь Нации, вручён Президент Албании в 1996 году

## Стиль
В 1947 году Кодра основал художественное движение Linea, к которому присоединились Франческо Дова, Марио Мелони и Витторио Бриндиси среди прочих.
Необходимыми направлениями в его живописи являются Кубизм и Абстракционизм. Он является основателем неокубизма, который также был признан Пабло Пикассо, который изучал, экспериментировал и перерабатывал его, создавая личную метафизико-геометрическую эстетику. Его картины состоят из элегантных геометрических фигур, которые одновременно понимаются как синтез реальности и возвращение к первобытной простоте искусства, созданного человеком, черты которого были переданы в древней культуре Примитивизма.